# 学校法人ホスピタリティ学園
学校法人ホスピタリティ学園（がっこうほうじんほすぴたりてぃがくえん）とは、東京都中野区に本部を置く学校法人。

## 沿革
- 1973年（昭和48年） 株式会社トラベルジャーナルにより学校法人森谷学園として設立される
- 2007年（平成19年） 学校法人トラベルジャーナル学園へ変更。学園名変更に伴い、所属する専門学校の学校名も変更された。
- 2024年（令和6年） 学校法人ホスピタリティ学園へ変更[1]。

## 理念
グローバルな視点を持ち、職業現場でホスピタリティを実践し、人と社会に貢献できる人材を育成します。

## 教育方針
- 相手の立場に立って考え、行動できるホスピタリティ教育
- 職業現場で活躍できる職業実務実践教育
- 生涯にわたって、教養を高めて、自己啓発ができる動機づけ教育
- 地域社会、国際社会で役割を果たせるグローバルな教育

## 設置学校
- エアライン・鉄道・ホテル・テーマパーク専門学校東京（東京都中野区）
- 東京ブライダル専門学校（東京都中野区）
- 大阪ブライダル専門学校（大阪市西区）
- 大阪鉄道・観光専門学校（大阪市西区）
- 大阪テーマパーク・ダンス専門学校（大阪市西区）
- 大阪外国語・ホテル・エアライン専門学校（大阪市西区）

## 本部所在地
- 東京都中野区東中野3-18-11